# Marcin Pilipczuk
Marcin Łukasz Pilipczuk (ur. 5 stycznia 1985) – polski informatyk, doktor habilitowany nauk matematycznych. Specjalizuje się w algorytmach. Adiunkt Instytutu Informatyki Wydziału Matematyki, Informatyki i Mechaniki Uniwersytetu Warszawskiego. Trzykrotny mistrz Polski (2005, 2006, 2007) oraz mistrz świata (2007) w programowaniu zespołowym. Jest bratem Michała Pilipczuka.

## Życiorys
Absolwent XIV Liceum Ogólnokształcącego im. Stanisława Staszica w Warszawie. Stypendysta Krajowego Funduszu na rzecz Dzieci.
Na Uniwersytecie Warszawskim ukończył Jednoczesne Studia Informatyczno-Matematyczne. Stopień doktorski uzyskał w 2012 na podstawie pracy pt. Nowe techniki stosowane przy rozwiązywaniu wybranych problemów NP-trudnych, przygotowanej pod kierunkiem Łukasza Kowalika. Staże naukowe odbył w: brytyjskim University of Warwick, norweskim Uniwersytecie w Bergen oraz w amerykańskim Simons Institute for Theory of Computing w Berkeley. Habilitował się na podstawie cyklu publikacji pt. Cięcia, rozłączne ścieżki i spójność w grafach.
Współautor książki Parameterized algorithms (współautorzy: Łukasz Kowalik, Marek Cygan, Fiodor W. Fomin, Daniel Loksztanow, Dániel Marx, Michał Pilipczuk, Saket Saurabh, wyd. Springer 2015). Jest członkiem redakcji „ACM Transactions on Algorithms" oraz „Information Processing Letters", a swoje prace publikował w takich czasopismach jak m.in. „SIAM Journal on Discrete Mathematics”, „Algorithmica”, „SIAM Journal on Computing” oraz „Theoretical Computer Science”.

## Nagrody i osiągnięcia
Jego zespół (Marek Cygan, Filip Wolski, Piotr Stańczyk) trzykrotnie zwyciężał (2005, 2006, 2007) w Akademickich Mistrzostwach Polski w Programowaniu Zespołowym oraz zdobył złoty medal na Akademickich Mistrzostwach Świata w Programowaniu Zespołowym w 2007. 
Laureat Nagrody im. Witolda Lipskiego (2012, wraz z Markiem Cyganem). Z kolei za pracę doktorską otrzymał Międzynarodową Nagrodę im. Stefana Banacha (2013).
W sierpniu 2016 otrzymał prestiżowy Starting Grant Europejskiej Rady ds. Badań Naukowych (ERC) na projekt, którego celem jest badanie własności algorytmów.